# Gonzalo Villar
Gonzalo Villar del Fraile, né le 23 mars 1998 à Murcie, est un footballeur international espagnol qui évolue au poste de milieu de terrain avec le Dinamo Zagreb.

## Biographie

### En club
Formé au Elche CF, où il fait ses débuts avec l'équipe reserve, alors que l'équipe sénior évolue en première division, il est néanmoins transféré au Valence CF en 2015, pour une somme d'environ 175 000 €, à la suite de la relégation administrative de son club formateur, qui connait de graves soucis financiers.
Évoluant avec les jeunes de Valence, notamment en UEFA Youth League, Villar del Fraile fait néanmoins ses débuts professionnels avec le Elche CF, après un transfert libre en 2018.
Ses bonnes performances lors de la saison 2019-20 lui valent sa convocation en équipe d'Espagne espoirs,.
Sa clause de libération en club est notamment estimée à environ 25 millions d'euros à ce moment-là.
En janvier 2020, il est transféré à l'AS Rome pour un montant estimé entre 4 et 5 millions d'euros.
En janvier 2022, Villar est prêté pour le reste de la saison au Getafe CF, club se battant pour son mantien en Liga.

### En sélection
International espoir, il fait ses débuts avec les jeunes espagnols en match amical contre l'Allemagne le 10 octobre 2019.
Il honore alors sa première sélection en équipe d'Espagne le 8 juin 2021 face à la Lituanie, débutant la rencontre en tant que titulaire. Cette rencontre fera non seulement parler d'elle par l'originalité de la situation mais aussi par le score final de la rencontre, ceci parce que l'Espagne, composée d'une équipe d'espoirs, finit par remporter la rencontre 4 à 0,.

## Palmarès
AS Rome
- Ligue Europa Conférence (1) :
  - Vainqueur en 2022.